# NGC 4194
NGC 4194 = Arp 160 ist eine irreguläre Galaxie im Sternbild Großer Bär am Nordsternhimmel, die schätzungsweise 115 Mio. Lichtjahre von der Milchstraße entfernt ist. Es wird auch „Galaxie der Medusa“ genannt, weil sich nach dem Zusammenstoß der Galaxien ein Flutschwanz gebildet hat, dessen Form dem Haar der Medusa ähnelt.
Halton Arp gliederte seinen Katalog ungewöhnlicher Galaxien nach rein morphologischen Kriterien in Gruppen. Diese Galaxie gehört zu der Klasse Galaxien mit innerer Absorption.
Das Galaxienpaar wurde am 2. April 1791 vom deutsch-britischen Astronomen William Herschel entdeckt und später vom dänischen Astronomen Johan Ludvig Emil Dreyer im New General Catalogue verzeichnet.